# Aureliana selloviana
Aureliana selloviana är en potatisväxtart som först beskrevs av Otto Sendtner, och fick sitt nu gällande namn av Barboza och Stehmann. Aureliana selloviana ingår i släktet Aureliana och familjen potatisväxter. Inga underarter finns listade i Catalogue of Life.